# 2025년 타이중시 신광미츠코시 가스 폭발
타이중시 신광미츠코시 가스 폭발 사고(중국어 정체: 台中新光三越氣爆事故)는 2025년 2월13일, 타이완 타이중시 시툰구에 있는 신광미츠코시 백화점에서 가스 폭발이 발생했다. 마카오에서 온 관광객 2명이 파편에 맞아 사망하고 39명이 부상당하면서 타이완 백화점 역사상 가장 치명적인 사고가 되었다.

## 폭발
2025년 2월 13일 오전 11시 33분(대만 시간), 타이중 소방국은 타이중 7차 재개발 구역의 시툰 구에 있는 신광미츠코시에서 가스 폭발이 의심된다는 신고를 받았다. 폭발은 당시 공사로 인해 문을 닫은 건물 12층의 푸드코트에서 발생했다. 폭발은 카운터를 해체하는 동안 발생했고, 폭발로 인해 위층의 파편이 거리로 날아갔다.
그날 저녁 7시 20분까지 모든 수색 및 구조 임무는 건물에 있는 모든 사람들이 대피하면서 끝났다.

## 피해
정부의 초기 보고서에 따르면 폭발로 6명이 사망한 것으로 보고되었지만, 후에 소방서 내정부에서 4명으로 수정했다. 휴가를 보내고 있던 마카오 출신의 7인 가족은 폭발 당시 보도를 따라 백화점을 지나가고 있었다. 2살짜리 아이의 조부모는 떨어지는 파편에 맞아 사망했고, 소녀는 중상을 입었다. 백화점 직원과 건설 노동자인 두 명의 희생자는 건물 11층과 12층에서 사망했다.
총 39명이 부상당했다. 34명의 대만인과 나머지 5명의 마카오인 가족이다. 희생자 중 5명은 중태로 보도되었다. 이 폭발은 대만 백화점 역사상 가장 피해가 큰 사건이었다.
부상자들은 중국의과대학 병원, 타이중에 위치하는 재향군인병원과 임신 의원, 정칭 병원 중강 지부(모두 타이중에 있음), 타오위안과 가오슝에 있는 창궁 기념 병원, 타이베이에 있는 맥케이 기념 병원 등 대만 전역의 병원에서 치료를 받았다.

## 같이 보기
- 2014년 가오슝시 가스 폭발 사고